# Apomys brownorum
Il topo di foresta del Monte Tapulao (Apomys brownorum  Heaney & Al., 2011) è un roditore della famiglia dei Muridi endemico dell'isola di Luzon, nelle Filippine.

## Descrizione

### Dimensioni
Roditore di piccole dimensioni, con la lunghezza della testa e del corpo tra 126 e 140 mm, la lunghezza della coda tra 107 e 116 mm, la lunghezza del piede tra 31 e 35 mm, la lunghezza delle orecchie tra 21 e 22 mm e un peso fino a 84 g.

### Aspetto
La pelliccia è moderatamente lunga, densa e soffice. Le parti superiori sono marroni scure brillante con dei riflessi arancioni tra gli occhi e le orecchie, sotto di esse e lungo la linea di demarcazione con le parti inferiori, le quali sono grigio-ocra con la base dei peli grigio scura. Il dorso dei piedi è ricoperto di peli scuri mentre la parte ventrale di essi è priva di colorazione. La coda è più corta della testa e del corpo, bruno-grigiastra scura sopra e quasi bianca ventralmente.

## Biologia

### Comportamento
È una specie terricola e notturna.

### Alimentazione
Si nutre di vermi, altri invertebrati e semi.

## Distribuzione e habitat
Questa specie è endemica del Monte Tapulao, nella parte nord-occidentale dell'isola di Luzon, nelle Filippine.
Vive nelle foreste muschiose a circa 2.024 metri di altitudine.

## Conservazione
Questa specie, essendo stata scoperta solo recentemente, non è stata sottoposta ancora a nessun criterio di conservazione.